# Héjjas Iván
Vitéz Héjjas Iván  (Kecskemét, 1890. január 19. – Vigo, Spanyolország, 1950 decembere) katonatiszt, országgyűlési képviselő. Jelentős szerepe volt a fehérterror idején elkövetett tömeggyilkosságokban.

## Élete
A középiskola elvégzése után apja, Héjjas Mihály birtokán gazdálkodott. Az első világháborúban katona volt, mint tartalékos főhadnagy szerelt le. A tanácsköztársaság hónapjai alatt, 1919-ben a Kecskemét környéki ellenforradalmi mozgalmak egyik szervezője és vezetője volt. Szegeden belépett a nemzeti hadseregbe, amelynek karhatalmi osztagparancsnoka lett a Duna–Tisza közén. 1921-ben Prónay Pállal együtt ő volt a nyugat-magyarországi felkelés egyik megszervezője, a Bruck-Királyhida környékén működött, úgynevezett 1. hadsereg parancsnoka (1921. augusztus–november), a Rongyos Gárda és a Lajtabánság egyik vezetője.
Vezetője volt az Ébredő Magyarok Egyesületének (1919–44), szervezője s végrehajtója a fürstenfeldi fegyverrablásnak (1920. július). 1927–1931 között a fajvédő Magyar Nemzeti Függetlenségi Párt programjával a kunszentmiklósi kerület országgyűlési képviselője volt. A Kereskedelem- és Közlekedésügyi Minisztérium közlekedéspolitikai szakosztályának munkatársa, 1940-től a közforgalmi repülési ügyek szakosztályvezetője, a Magyar Szőlősgazdák Országos Egyesületének társelnöke (1941–44) volt. 1938–1939-ben a kárpátaljai gerillaakciókat végrehajtó Rongyos Gárda egyik vezetője és osztagparancsnoka lett. 1944 végén a szovjetek elől Németországba menekült, majd Spanyolországban telepedett le, és ott is halt meg.
Magyarországon 1947-ben a népbíróság távollétében kötél általi halálra ítélte.